# Plagiobothrys glyptocarpus
Plagiobothrys glyptocarpus är en strävbladig växtart som först beskrevs av Charles Vancouver Piper, och fick sitt nu gällande namn av Ivan Murray Johnston. Plagiobothrys glyptocarpus ingår i släktet tiggarstavar, och familjen strävbladiga växter. Utöver nominatformen finns också underarten P. g. modestus.